# Gordonstoun

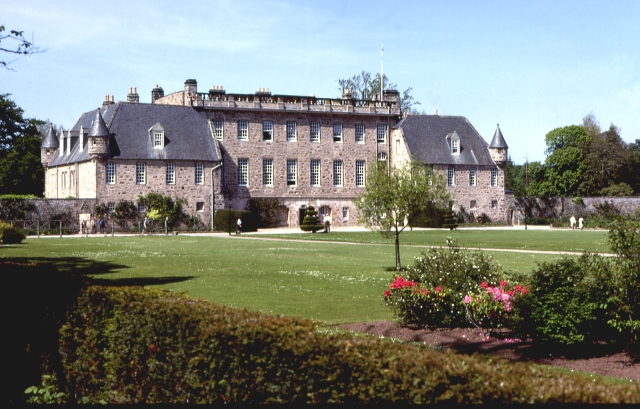
Budynek szkoły Gordonstoun

Gordonstoun – prywatna szkoła w Szkocji, położona kilka kilometrów na północ od Elgin (Moray), sąsiadująca z bazą lotniczą RAF Lossiemouth. Gordonstoun zajmuje rozległy kompleks budynków − zarówno zabudowania nowoczesne, wystawione specjalnie na potrzeby szkoły, jak i centralne XVII-wieczne, będące niegdyś własnością sir Roberta Gordona.
Szkoła została założona w 1934 roku przez dra Kurta Hahna, twórcę Schule Schloss Salem (School of the Castle of Salem) w południowych Niemczech, który ze względu na swoje żydowskie korzenie musiał uciekać przed nazistami.
Motto Gordonstoun głosi: „Więcej jest w Tobie niż myślisz”. Szkoła znana jest z etosu inspirowanego naukami starożytnych Greków oraz niegdyś niemal wojskowej, obecnie nieco złagodzonej dyscypliny. Szkoła akcentuje rolę wychowania fizycznego (m.in. organizuje obowiązkowe rejsy po Morzu Północnym i Atlantyku szkolnym jachtem w nierzadko ekstremalnych warunkach, „szkoły przetrwania” w górach) i oferuje ogromną liczbę pozaakademickich zajęć, w tym takich, które nastawione są na udzielanie pomocy innym − Gordonstoun ma wyposażoną w profesjonalny wóz i ekwipunek uczniowską jednostkę straży pożarnej. W ostatnim piętnastoleciu szkoła stawia również na działalność artystyczną uczniów − zarówno uzupełniającą, jak i realizowaną w ramach programu akademickiego (Theatre Studies, Dance). Szkoła posiada własną profesjonalnie wyposażoną scenę teatralną – Ogstoun Center, a wystawiane przez studentów produkcje odwiedzają międzynarodowe festiwale, m.in. słynny Edinburgh Fringe.
Szkołę rozsławiają jej absolwenci, m.in.:
- książę Filip, książę Edynburga, mąż królowej Elżbiety II
- król Karol III, długoletni książę Walii
- książę Andrzej, książę Jorku
- książę Edward, książę Edynburga
- Peter Phillips, syn księżniczki Anny, najstarszy wnuk Elżbiety II (ukończył szkołę w 1996 roku)
- Zara Phillips, córka księżniczki Anny.
- Alexander Blunt
- William Boyd (1952-), pisarz
- Gordon Adam
- Charles Kennedy, ekonomista
- Lord Arnold of Caoldair, syn sir Hectora of Caoldair
- Dick Heckstall-Smith, legendary brytyjski muzyk jazzowy i bluesowy
- Roy Williamson, autor szkockiego hymnu narodowego − Flower of Scotland
- Aleksandar Karađorđević, książę Serbii, obecny pretendent do tronu
- Christina Rau, politolog, żona byłego prezydenta Niemiec, Johannesa Rau
- Jamie Barclay.

Wśród absolwentów Gordonstoun są również Polacy, stypendyści Towarzystwa Szkół Zjednoczonego Świata. Pierwszym polskim absolwentem był Marcin Kozioł, pisarz dla dzieci i młodzieży.
Do grona Gordonstończyków próbuje zaliczać się także fikcyjne postaci. Biogram Lary Croft, bohaterki serii gier komputerowych i filmów, przypisuje jej ukończenie tej szkoły.
Dokument telewizyjny przygotowany przez Discovery Channel, opowiadający historię powstania serii fantastycznych powieści o Harrym Potterze sugeruje, że autorka – Joanne Kathleen Rowling − opisując Szkołę Magii i Czarodziejstwa Hogwart, inspirowała się właśnie szkocką Gordonstoun.
Mistyczny charakter Gordonstoun podkreślają legendy o alchemiku, sir Robercie Gordonie, który miał zaprzedać duszę diabłu, a uciekając przed nim trafił na północ Szkocji, gdzie wybudował Round Square − okrągły budynek, w murach którego diabeł nie mógłby zapędzić go w żaden róg, obecnie jeden z blisko dziesięciu akademików na terenie kampusu Gordonstoun − i centralny pałac, obecnie mieszczący między innymi aulę oraz biura dyrekcji szkoły.